# Сердце-обличитель (фильм, 1941)
«Сердце-обличитель» — американский двадцатиминутный драматический фильм 1941 года, снятый Жюлем Дассеном. Сценарий Доана Р. Хога основан на одноимённом рассказе Эдгара Аллана По 1843 года.
Фильм стал режиссёрским дебютом Жюля Дассена после его опыта работы ассистентом у Альфреда Хичкока и Гарсона Канина. Лента представляет собой типичную для 1930—1940-х годов короткометражную экранизацию литературной классики, демонстрировавшуюся в кинотеатрах перед полнометражным художественным фильмом.

## Сюжет
После многих лет жестокого и унизительного обращения со стороны своего пожилого хозяина молодой ткач решает убить его. Перед смертью старик предсказывает, что убийца в конечном итоге поддастся подавляющему чувству вины и выдаст себя.
Вскоре после смерти старика юноша начинает слышать различные звуки — тикающие часы, капающий кран и дождь, падающий на металлическую сковороду за окном, и приходит к убеждению, что он также слышит, как сердце его жертвы всё ещё бьётся под дощатыми половицами, где спрятано тело. Когда на следующий день в доме появляются два заместителя шерифа, он признаётся в своем преступлении, чтобы заглушить укоры своей совести.

## Актёрский состав
- Джозеф Шильдкраут — Юноша
- Роман Бонен — Старик
- Оскар О’Ши — первый помощник шерифа (в титрах не указан)
- Уилл Райт — второй помощник шерифа (в титрах не указан)

## Критический анализ
В статье о Жюле Дассене, вышедшей в неделю его смерти, кинокритик Time Ричард Корлисс заявил, что «Сердце-обличитель» «возможно, самый первый фильм, испытавший влияние Гражданина Кейна… Этот короткий фильм … положительно следует тропам Орсона Уэллса: крадущаяся камера, освещение кьяроскуро, обволакивающее использование тишины и звуковых эффектов».

## Выпуск DVD
Фильм был добавлен бонусом к бокс-сету The Complete Thin Man Collection (Регион 1), выпущенному компанией Warner Home Video 2 августа 2005 года.